# Theoderich (ellenpápa)
Theoderich (? – 1102, Cava de’ Tirreni) volt a római katolikus egyház történelmének huszadik ellenpápája. Eredetileg Teodorico néven született, majd a császárok és pápák között dúló invesztitúraharcok egyik résztvevőjévé vált. 
Amikor 1100. szeptember 8-án meghalt III. Kelemen a reformellenző klérus és IV. Henrik császár pártfogoltja, Rómában az ellenpápa hívei titokban összegyűltek, és megválasztották Albano püspökét, Theoderichet vezetőjüknek. Az éjjel összeülő reformellenzők a Szent Péter-bazilikában szentelték fel Theoderichet. 

II. Paszkál pápa hatalma azonban szilárd volt Rómában, ezért már másnap menekülnie kellett Theoderichnek. Közel négy hónapon keresztül üldözték Paszkál hívei, mire elfogták, és a pápa színe elé vezették. Paszkál összehívott egy zsinatot, amelyen elítélték és ellenpápának nevezték Theoderichet, majd a salernoi La Cava-kolostorba küldték bűnbocsánatra. A krónikák szerint Theoderich 1102-ben itt lelte halálát.